# أستريد بيرجيس فريسبي
أستريد بيرجيس فريسبي (بالفرنسية: Àstrid Bergès-Frisbey)‏ ممثلة أسبانية فرنسية ولدت في 26 مايو عام 1986 ، حققت الشهرة من خلال ظهورها مع الممثل الكبير جوني ديب في الفيلم العالمي قراصنة الكاريبي: في بحار غريبة الذي أدت فيه دور حورية البحر سيرينا والذي صدر عام 2011 و تجاوزت أرباحه المليار دولار.

## قراصنة الكاريبي: في بحار غريبة
قراصنة الكاريبي: في بحار غريبة (بالإنجليزية: Pirates of the Caribbean: On Stranger Tides)‏ هو فيلم أمريكي عالمي تم عرضه في مايو 2011 باستخدام تقنية ال3D، والفيلم هو رابع أفلام سلسلة قراصنة الكاريبي الشهيرة والناجحة وتولى إخراجه روب مارشال بعد جور فيربينسكي مخرج الأفلام الثلاثة السابقة. عرض الفيلم في مهرجان كان السينمائي وظهر في الفيلم الممثل الكبير جوني ديب وبينيلوبي كروز وايان ماكشين وجيوفري راش وجودي دينش وكيث ريتشاردز وأستريد بيرجيس فريسبي وسام كلافلين وغيرهم و تعدت إيرادات الفيلم المليار دولار.

## روابط خارجية
- أستريد بيرجيس فريسبي على موقع IMDb (الإنجليزية)
- أستريد بيرجيس فريسبي على موقع ألو سيني (الفرنسية)
- أستريد بيرجيس فريسبي على موقع تيرنر كلاسيك موفيز (الإنجليزية)
- أستريد بيرجيس فريسبي على موقع أول موفي (الإنجليزية)
- أستريد بيرجيس فريسبي على موقع قاعدة بيانات الأفلام السويدية (السويدية)
- أستريد بيرجيس فريسبي على موقع قاعدة بيانات الفيلم (الإنجليزية)
- أستريد بيرجيس فريسبي على موقع كينوبويسك (الروسية)